# 厄德夸特
厄德夸特是德国下萨克森州的一个市镇。总面积37.10平方公里，总人口1113人，其中男性568人，女性545人（2011年12月31日），人口密度30人/平方公里。